# Oratório de São Francisco de Sales (St. Louis)
A Igreja de São Francisco de Sales (Oratório de São Francisco de Sales) é um oratório católico romano localizado no sul de St. Louis, Missouri, Estados Unidos. É a segunda maior igreja da Arquidiocese de St. Louis, depois da catedral-basílica. A igreja é conhecida popularmente como "Catedral do Sul de St. Louis ".
A igreja principal histórica foi projetada no estilo neogótico. Seus vitrais foram criados pelo vidraceiro de St. Louis, Emil Frei, Sr. Ele foi listado no Registro Nacional de Lugares Históricos. Desde 2005, a igreja é operada pelo Instituto de Cristo, o Rei Soberano Sacerdote, que pratica a liturgia latina e enfatiza as artes litúrgicas, com um forte programa de música.

## Começos
A paróquia de St. Francis de Sales foi formada em 1867 para servir uma crescente comunidade católica alemã, cujos membros, na época, frequentavam a igreja dos santos Pedro e Paulo em Soulard. A pedra angular foi lançada em 15 de setembro de 1867. Durante a cerimônia, um estande desabou devido a vândalos terem serrado algumas das madeiras de apoio na noite anterior. Ninguém ficou gravemente ferido. Embora a igreja ainda estivesse em construção, a primeira missa foi celebrada naquele Natal. O edifício foi dedicado em maio seguinte, quando a igreja tinha 800 membros. É dedicado em homenagem a São Francisco de Sales (m. 1622), bispo e doutor da Igreja. A paróquia desenvolveu escolas em seu campus para crianças católicas do ensino fundamental e médio. Por muitos anos, o sermão da Santa Missa foi ministrado em alemão e as aulas da escola foram realizadas em alemão.
Em 1903, Frederick George Holweck, estudioso germano-americano e historiador da igreja, retornou como pastor a St. Francis De Sales, onde anteriormente servira como curador. Como a igreja original e um novo prédio de Engelbert Seibertz ainda em construção foram destruídos (nunca reconstruídos) pelo grande furacão de St. Louis de 1896, Holweck foi encarregado de construir um novo para atender às necessidades da paróquia em crescimento. O edifício foi concluído em 1908.

## Arquitetura

### Exterior

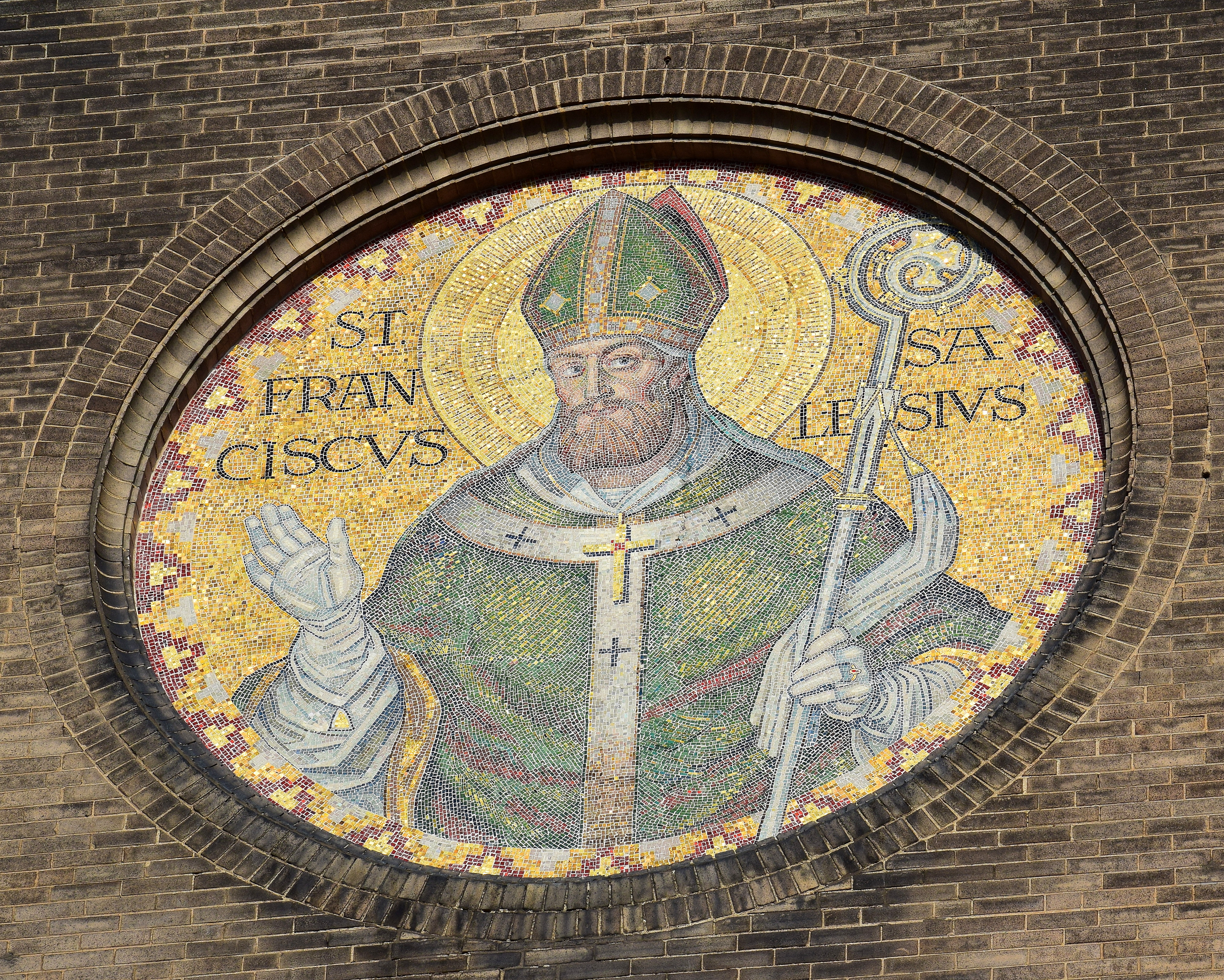
Mosaico exterior de São Francisco de Sales

A Igreja de São Francisco de Sales foi reconstruída de acordo com o projeto do arquiteto de Berlim Viktor Klutho em estilo neogótico. Enquanto o portal da frente reflete o portal gótico da Catedral de Munique, a torre mostra a influência da catedral em Ulm. Com 300 pés de altura, a igreja, com sua torre principal, é classificada como a sexta igreja mais alta dos Estados Unidos. Em 1968, São Francisco de Sales foi nomeado um edifício histórico significativo pelo capítulo local do Instituto Americano de Arquitetos.

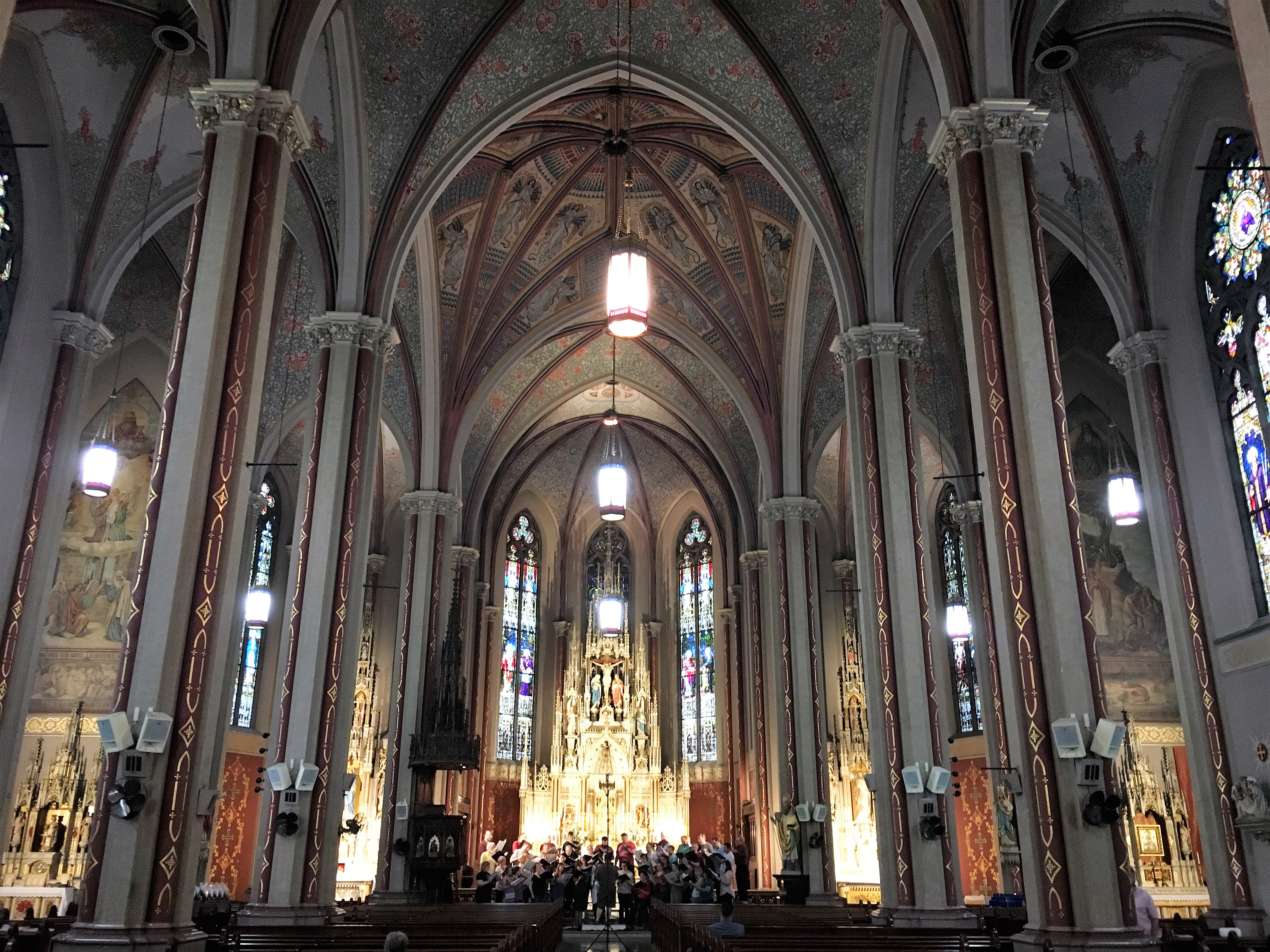
Interior

O santuário contém uma 52 pés (16 m) retábulo com uma escultura policromada da crucificação em seu registro superior. Os altares laterais estão localizados em dois absides subsidiários e dedicados à Bem - aventurada Virgem Maria e a São José . Também existem altares em homenagem a Nossa Mãe do Perpétuo Socorro e ao Menino Jesus de Praga. É uma "igreja-salão" alemã, com corredores laterais quase tão altos quanto a nave de 70 pés de altura. O plano da igreja do salão permite janelas excepcionalmente altas; o vitral é obra do eminente vidraceiro de St. Louis, Emil Frei, Sr., naquela época recém-chegado de Munique. Os santos alemães incluem St. Henry, St. Boniface, St. Elizabeth e o Beato Herman Joseph Steinfeld. A Winkle Terra Cotta Company de St. Louis produziu grande parte do traçado da janela. Os afrescos interiores foram pintados pelo imigrante alemão Fridolin Fuchs em 1916; o tom rosado das decorações do teto é particularmente característico das igrejas alemãs.

## Hoje
Fundada na década de 1860 para servir a comunidade de imigrantes alemães, hoje São Francisco de Sales é o lar de uma congregação crescente. O prédio da escola secundária adjacente é alugado por uma escola autônoma da KIPP; o prédio original da escola primária oferece instalações para a comunidade do oratório de aproximadamente 100 crianças em idade escolar em casa. A cooperativa de escolas em casa se reúne todas as quartas-feiras e fornece instruções sobre literatura, catecismo, ciências naturais, etc.
Em 2005, a paróquia foi fechada e tornou-se um oratório. A convite do arcebispo Raymond Burke, então arcebispo de St. Louis, o Oratório foi confiado aos cuidados do Instituto de Cristo Rei Soberano Sacerdote, uma comunidade sacerdotal católica romana de rito pontifício dedicada à liturgia latina tradicional. O primeiro reitor do Instituto em São Francisco de Sales foi o Rev. Canon Karl W. Lenhardt. O atual reitor do oratório é o Rev. Canon Benjamin Coggeshall.
Com a permisão do arcebispo, o reitor do oratório celebra a missa de 1962 de acordo com o motu proprio Traditionis custodes de 16 de julho de 2021. Ao contrário de uma paróquia, com limites geograficamente determinados, o Oratório não cobre um território especificado; o Oratório tem permissão para realizar batismos, casamentos e funerais, além da Santa Missa e confissões. De acordo com a ênfase do Instituto de Cristo Rei na solenidade da liturgia sagrada e na beleza das artes litúrgicas, o Oratório possui um programa musical altamente desenvolvido, com vários coros especializados em canto e polifonia gregorianos. No verão de 2009, o programa de música do oratório organizou um curso de canto gregoriano para iniciantes. O Oratório foi palco do Coro de Câmara de St. Louis.
Em novembro de 2008, a igreja comemorou o centésimo aniversário da dedicação do novo edifício com uma missa solene pontifícia celebrada pelo bispo Robert J. Hermann, seguida de uma recepção festiva com cozinha tradicional alemã. O Oratório também anunciou o início de uma campanha de capital para arrecadar fundos para importantes obras de restauração.
Em uma entrevista de 2010 ao St. Louis Post-Dispatch, o ex-reitor Canon Michael Wiener disse: "São Francisco de Sales é a âncora deste bairro e, quando revitalizamos, todo o bairro revitaliza". Segundo Chris Naffziger, da St. Louis Magazine, "... o senso de lugar e história que São Francisco de Sales dá ao lado sul de St. Louis é incomensurável".

### Música sacra e instalação de órgãos
Em setembro de 2015, o Coro do Oratório de São Francisco de Sales, sob a direção de Nicholas Botkins, lançou uma gravação de música polifônica intitulada O Lux Beatissima. O álbum inclui as primeiras gravações comerciais de Missa, de Max Filke, em honorem beatae Mariae Virginis para coro e orquestra, bem como a principal gravação de Tantum Ergo, de John Osterhagen, escrita e dedicada à Schola Ladies 'do oratório.
Um comunicado de imprensa de 2019 anunciou a compra de um Karl Wilhelm Opus 123, um órgão de ação mecânica autônomo de 58 posições e com três pedais e pedais. Anteriormente instalado em uma igreja em Pittsburgh, o órgão contém 2.670 tubos em cinco caixas independentes de carvalho branco. Assim, o instrumento tem mais que o dobro do tamanho do órgão de galeria de três manuais e pedais existente no Oratório, de 2224, de 1924, pela Wicks Organ Company of Highland, IL. O instrumento Wicks substituiu um instrumento ainda menor de dois manuais e pedais de 15 posições por JG Pfeffer & Sons de St. Louis desde 1897, que foi posteriormente reconstruído e ampliado por Gustav Treu em 1909 após a realocação e instalação na igreja atual. Este instrumento anterior sobrevive hoje e continua a servir a Igreja Católica Romana de Santa Maria de Altus, AR, onde foi instalado em 1925. Como o instrumento original da Pfeffer & Sons, o novo órgão Wilhelm contém ação totalmente mecânica de acionar e parar e é construído à mão usando as técnicas de construção mais tradicionais, para que possa suportar séculos de uso.
Embora o órgão Wicks existente seja um instrumento histórico e um exemplo importante do movimento romântico norte-americano de construção de órgãos desde o primeiro quartel do século 20, ele carece de integridade histórica substancial como vários componentes originais, incluindo o console e algumas fileiras importantes da tubulação original, estão faltando. Mesmo quando novo, o órgão Wicks era inadequado para encher a igreja do Revivalismo Gótico.

## Reconhecimento
O Oratório de São Francisco de Sales ganhou o voto da Church Madness de 2017 na mais bela Igreja Católica Romana dos Estados Unidos. Foi a primeira vez que o prédio foi inscrito no concurso pela Internet no formato March Madness, patrocinado pela Granda Liturgical Arts.
Está listado no Registro Nacional de Lugares Históricos.